# USS LST-309
O USS LST-309 foi um navio de guerra norte-americano da classe LST que operou durante a Segunda Guerra Mundial.